# André Rondenay
André Rondenay (26 août 1913 à Saint-Germain en Laye - août 1944 à Domont) est un officier français, résistant, Compagnon de la Libération (à titre posthume).

## Histoire
Rondenay est ancien élève de l'École polytechnique (X1933). Officier d'artillerie, il est fait prisonnier en mai 1940. Il s'évade de son Oflag en décembre 1942, et rejoint l'Angleterre par l'Espagne en janvier 1943. Il est affecté au BCRA et parachuté en France en septembre 1943 pour la mise en place du réseau Action Plan Tortue. En janvier 1944, il est délégué militaire de la Résistance pour la région parisienne, puis de la zone Nord en avril 1944.
Il est arrêté par les Allemands le 27 juillet 1944. Torturé, en voie de déportation, il est assassiné par la Gestapo en forêt de Domont, sans doute le 15 août 1944.

## Distinctions et décorations
- Chevalier de la Légion d'honneur par décret du 27 novembre 1946
- Compagnon de la Libération à titre posthume par décret du 28 Mai 1945[1]
- Croix de guerre 1939–1945
- Médaille de la Résistance française avec rosette par décret du 3 aout 1946[2]
- Médaille des évadés
- Ordre du Service distingué (Distinguished Service Order), Royaume-Uni
- Legion of Merit, États-Unis

## Hommage
Le hall principal de la Maison de la Radio à Paris porte son nom.